# Plan Czteroletni (Polska)

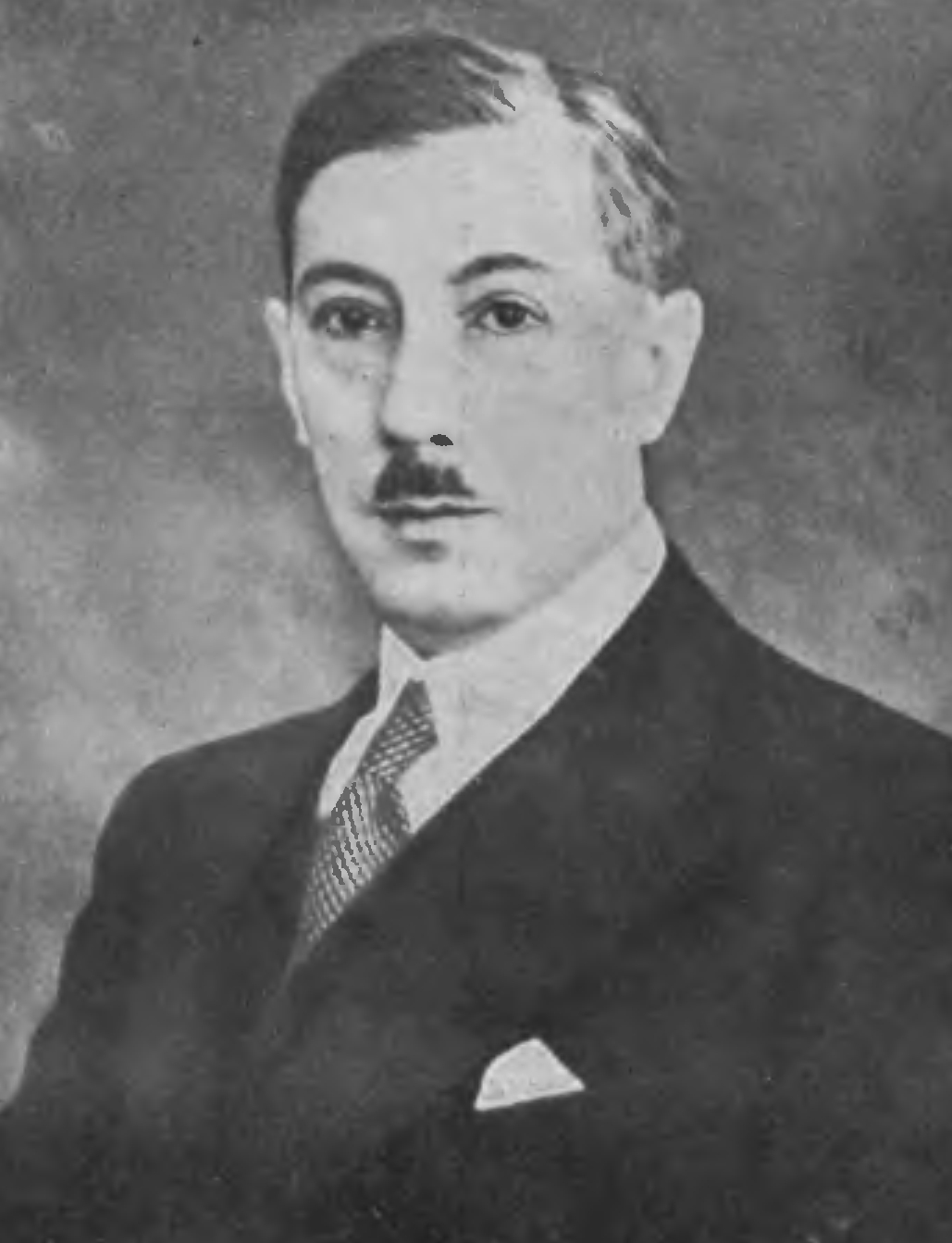
Eugeniusz Kwiatkowski

Plan Czteroletni – plan rozwoju gospodarczego, opracowany przez otoczenie wicepremiera i ministra skarbu Eugeniusza Kwiatkowskiego. Plan Czteroletni miał zapewnić wzrost eksportu, zmniejszenie bezrobocia, polepszenie zaopatrzenia dla wojska. Najważniejszym założeniem była walka ze skutkami wielkiego kryzysu, doprowadzenie do trwałego ożywienia gospodarczego w II RP oraz uzyskanie niezależności gospodarczej przez państwo polskie.
Realizacja Planu Czteroletniego rozpoczęła się w lipcu 1936 roku i miała trwać do czerwca 1940 roku.
Skutkiem realizacji planu było powstanie zakładów przemysłu zbrojeniowego, lotniczego, chemicznego; tworzono huty, walcownie, zakłady produkcji gumy i kauczuku. Głównymi miejscami realizacji były COP i Gdynia oraz Warszawski Okręg Przemysłowy.